# Пайт

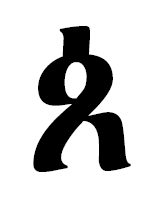

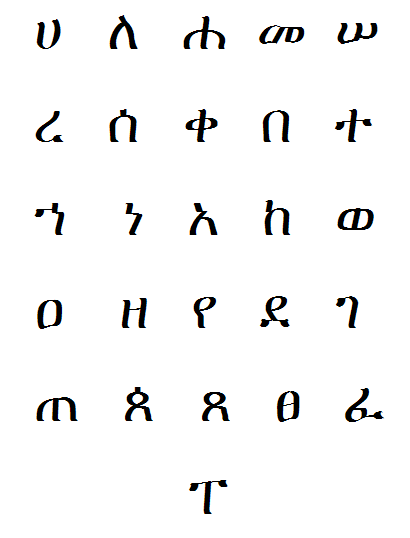

Пайт, пхайт (амх. ጰይት) — буква эфиопского алфавита геэз, обозначает губно-губной абруптивный согласный /pʼ/. Звук образуется путём одновременной смычки обеих губ и голосовых связок.
- ጰ — пайт геэз пэ
- ጱ  — пайт каэб пу
- ጲ  — пайт салис пи
- ጳ  — пайт рабы па
- ጴ  — пайт хамыс пе
- ጵ  — пайт садыс пы (п)
- ጶ  — пайт сабы по